# Der Fußgänger
Der Fußgänger é um filme de drama alemão de 1973 dirigido e escrito por Maximilian Schell.
Foi indicado ao Oscar de melhor filme estrangeiro na edição de 1974, representando a Alemanha Ocidental.

## Elenco
- Peggy Ashcroft - Lady Gray
- Gertrud Bald - Henriette Markowitz
- Elisabeth Bergner - Frau Lilienthal
- Lil Dagover - Frau Eschenlohr
- Käthe Haack - Frau von Rautenfeld
- Peter Hall - Rudolf Hartmann
- Ruth Hausmeister - Inge Marie Giese
- Dagmar Hirtz - Elke Giese
- Johanna Hofer - Frau Bergedorf
- Silvia Hürlimann - Hilde
- Christian Kohlund - Erwin Gotz
- Walter Kohut - Dr. Rolf Meineke
- Alexander May - Alexander Markowitz
- Herbert Mensching - Reporter
- Peter Moland - Reporter
- Françoise Rosay - Madame Dechamps
- Maximilian Schell - Andreas Giese
- Margarete Schell Noé - Frau Buchmann
- Norbert Schiller - Himself
- Walter Schmidinger - Policeman
- Franz Seitz - Dr. Karl Peters
- Manuel Sellner - Hubert Giese
- Sigfrit Steiner - Auditor
- Walter Varndal - Dr. Kratxer
- Gila von Weitershausen - Karin
- Elsa Wagner - Elsa Giese